# Olivera Jurić
Olivera Jurić (Mostar, 26. rujna 1984.) je bosanskohercegovačka dizačica utega. 
Profesionalnu karijeru u dizanju utega je počela 2002. godine.
Olivera je bila ostvarila normu za Olimpijske igre u Pekingu 2008, ali je suspendirana radi korištenja dopinga, odnosno nedozvoljenog anaboličkog steroida. Zajedno sa svojim trenerom i liječnikom je suspendirana do 17. svibnja 2012.